# Culicoides bakeri
Culicoides bakeri är en tvåvingeart som beskrevs av Vargas 1954. Culicoides bakeri ingår i släktet Culicoides och familjen svidknott. Inga underarter finns listade i Catalogue of Life.